# Xiao'an Xi
Xiao'an Xi (kinesiska: 小安溪) är ett vattendrag i Kina.   Det ligger i storstadsområdet Chongqing, i den sydvästra delen av landet, omkring 58 kilometer nordväst om det centrala stadsdistriktet Yuzhong.
Genomsnittlig årsnederbörd är 1 479 millimeter. Den regnigaste månaden är september, med i genomsnitt 284 mm nederbörd, och den torraste är december, med 17 mm nederbörd.